# Eliabe
Eliabe ou Eliab ("Deus é pai") é um nome de origem hebraica relativamente comum no Antigo Testamento e que se refere aos seguintes personagens:
- Filho de Helom da tribo de Zebulom, era o chefe da tribo e associado a Moisés e Aarão em administrar os negócios de sua nação, durante o êxodo das terras do Egito (Números 1:9). E quando o tabernáculo estava totalmente estabelecido, Helom o ofertou por sua tribo (Números 7:24).

- Um rubenita, filho de Palu, era pai de Datã e Abirão (Números 26:8, Números 16:1 a Números 16:12 e Deuteronômio 11:6)

- Um dos irmãos de David[5] e o primogênito de Jessé. Sua filha se casou com um primo chamado Roboão.(I Samuel 16:6 e II Crônicas 11:18)

- Um porteiro sagrado na época de David (I Crônicas 15:18)

- Um dos gaditas que se aproximou e juntou-se a Davi na mata I Crônicas 12:9

- Filho de Naate (I Crônicas 6:27)[4]
- Um dos antepassados do profeta Samuel (I Crônicas 12:9)[6]